# Alegeri legislative în Israel, 1949

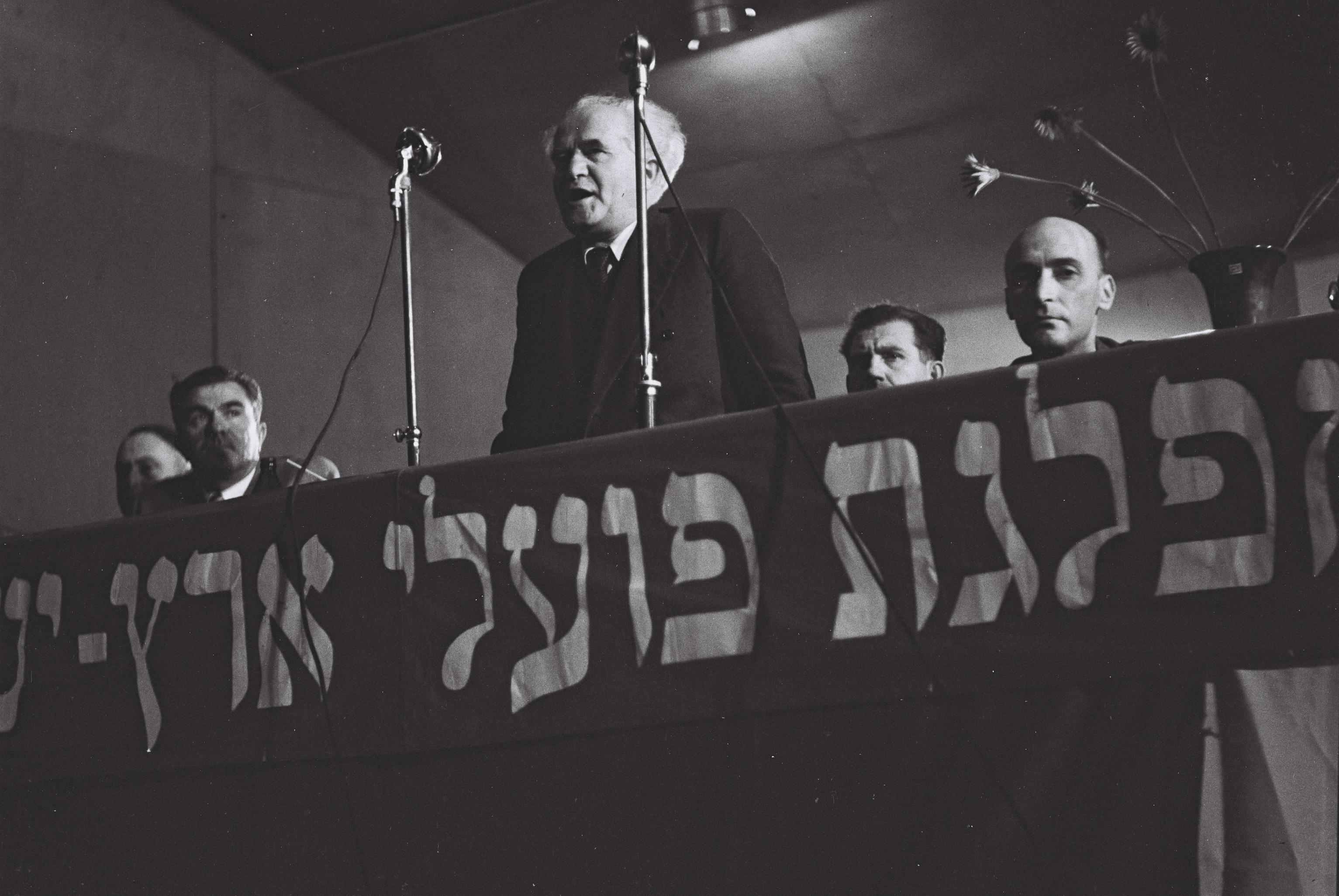
David Ben-Gurion militând pentru Partidul Mapai înainte de alegeri, 20 ianuarie 1949

Alegerile pentru Adunarea Constituantă au avut loc în noul stat independent Israel, pe 25 ianuarie 1949. Prezența la vot a fost de 85,8%. La două zile după prima sa reuniune de pe 14 februarie 1949, legislatorii au votat schimbarea numelui organismului în Knesset (Ebraică: כנסת, însemnând „Adunare”). Este cunoscut în prezent ca reprezentând Primul Parlament.

## Rezultate
| Partid                                     | Voturi  | %     | Locuri la începutul ședinței | Locuri la sfârșitul ședinței |
| ------------------------------------------ | ------- | ----- | ---------------------------- | ---------------------------- |
| Partidul Mapai                             | 155,274 | 35.7% | 46                           | 46                           |
| Partidul Mapam ¹                           | 64,018  | 14.7% | 19                           | 20                           |
| Frontul Unit Religios                      | 52,982  | 12.2% | 16                           | 16                           |
| Partidul Herut ²                           | 49,782  | 11.5% | 14                           | 12                           |
| Sioniștii Generali                         | 22,661  | 5.2%  | 7                            | 7                            |
| Partidul Progresist                        | 17,786  | 4.1%  | 5                            | 5                            |
| Sefarzii și Comunitățile Orientale         | 15,287  | 3.5%  | 4                            | 4                            |
| Maki ¹                                     | 15,148  | 3.5%  | 4                            | 3                            |
| Lista Democratică din Nazaret              | 7,387   | 1.7%  | 2                            | 2                            |
| Lista Luptătorilor                         | 5,363   | 1.2%  | 1                            | 1                            |
| OISF                                       | 5,173   | 1.2%  | 1                            | 1                            |
| Asociația Yemenite                         | 4,399   | 1.0%  | 1                            | 1                            |
|                                            |         |       |                              |                              |
| Blocul Muncitoresc                         | 3,214   | 0.7%  | 0                            | 0                            |
| Brit HaTzohar                              | 2,892   | 0.7%  | 0                            | 0                            |
| Lista ultra-ortodocșilor                   | 2,835   | 0.7%  | 0                            | 0                            |
| Blocul Popular Arab                        | 2,812   | 0.6%  | 0                            | 0                            |
| Partidul Femeilor Religioase și Muncitoare | 2,796   | 0.6%  | 0                            | 0                            |
| Lista Yitzhak Gruenbaum                    | 2,514   | 0.6%  | 0                            | 0                            |
| Lista Unită a Muncitorilor Religioși       | 1,280   | 0.3%  | 0                            | 0                            |
| Ierusalim                                  | 842     | 0.2%  | 0                            | 0                            |
| Lista Iudaismului Tradițional              | 239     | 0.1%  | 0                            | 0                            |
| Total voturi valide                        | 434,684 | 100%  | 120                          | 118                          |
|                                            |         |       |                              |                              |
| Partidul Comuniștilor Evrei ¹              | -       | -     | 0                            | 0                            |
| Ari Jabotinsky ²                           | -       | -     | 0                            | 1                            |
| Hillel Kook ²                              | -       | -     | 0                            | 1                            |
| Total                                      |         |       | 120                          | 120                          |
|                                            |         |       |                              |                              |

¹ Eliezer Preminger a părăsit Partidul Maki și a creat Partidul Comuniștilor Evrei înainte de a decide să se alăture părții politice Mapam. 
² Ari Jabotinsky și Hillel Kook, ambii asociați ai Grupului Bergson în Statele Unite, s-au detașat de Partidul Herut; cu toate acestea ei nu au fost recunoscuți drept parte separată de către orator.

## Primul Parlament

### Prima guvernare
Primul guvern a fost format de către David Ben-Gurion, pe data de 8 martie 1949. Partidul Mapai al acestuia a format o coaliție cu Frontul Unit Religios, Partidul Progesist, Sefarzii și Comunitățile Orientale și Lista Democratică din Nazareth, însumând 12 miniștri. Yosef Sprinzak din Partidul Mapai a fost numit orator.
Tendința de instabilitate politică în Israel a fost declanșată o dată cu demisia lui Ben-Gurion pe 15 octombrie 1950, în urma unor neînțelegeri cu Frontul Unit Religios privind educația în noile tabere de imigranți și asupra sistemului educațional religios, precum și cererea ca Ministerul de Raționalizare și Aprovizionare să fie închis, dar și alegerea unui nou Ministru de Comerț și Industrie.

### A doua guvernare
Ben Gurion a format al doilea guvern pe 1 noiembrie 1950, cu aceeași parteneri de coaliție ca precedentul, cu toate că a existat o ușoară remaniere a cabinetului său; David Remez a fost numit Ministru al Educației după ce a fost Ministru al Transporturilor înlocuindu-l pe Zalman Shazar (care a fost demis din noul cabinet), în timp ce Dov Yosef l-a înlocuit pe Remez drept Ministru al Transporturilor. Ya'akov Geri a fost numit Ministrul Industriei și Comerțului în ciuda faptului că acesta nu a fost membru de partid. De asemenea a existat și un ministru adjunct în cadrul Ministerului Transporturilor.
Alegerile pentru al doilea partid au avut loc după demisia guvernului pe 14 februarie 1951, în urma respingerii Ministerului Educației și Culturii privind propunerea de înregistrare a elevilor.